# Tuomo Ojala
Tuomo Ojala (ur. 19 września 1979 w Lahti) – fiński snowboardzista. Podczas igrzysk zimowych w Salt Lake City zajął 30. miejsce w halfpipe’ie. Nie startował na mistrzostwach świata w snowboardzie. Najlepsze wyniki w Pucharze Świata w snowboardzie osiągnął w sezonie 2001/2002, kiedy to zajął 67. miejsce w klasyfikacji generalnej.

## Sukcesy

### Igrzyska olimpijskie
| Miejsce | Dzień     | Rok  | Miejscowość    | Konkurencja | Zwycięzca   |
| ------- | --------- | ---- | -------------- | ----------- | ----------- |
| 30.     | 11 lutego | 2002 | Salt Lake City | Halfpipe    | Ross Powers |

### Puchar Świata

#### Miejsca w klasyfikacji Big Air
- 1999/2000 – 84.
- 2000/2001 – 67.
- 2001/2002 – –
- 2002/2003 – –

#### Miejsca na podium
1. Tandådalen – 29 stycznia 2000 (Halfpipe) – 2. miejsce
2. Stoneham – 17 grudnia 2000 (Halfpipe) – 3. miejsce
3. Ischgl – 30 listopada 2001 (Big Air) – 3. miejsce